# إيلجاغ
إيلَجَاغ قرية سوريّة من كُبرى القُرى التي تقع في الريف الشرقي لمحافظة حلب تتبع إدارياً لناحية شيوخ تحتاني.

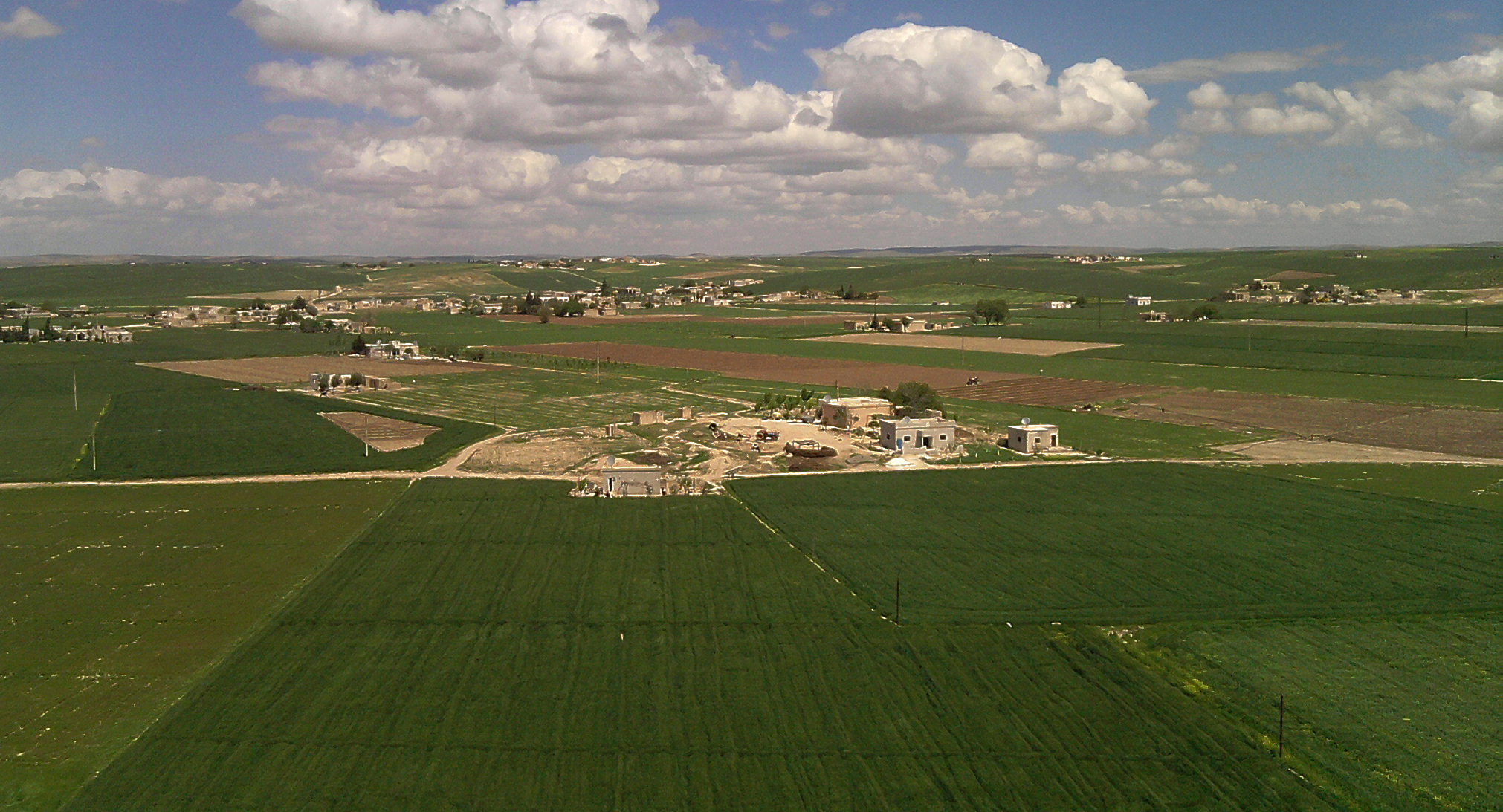
منظر عام لقرية إيلجاغ من فوق تلّها الاثرية

## التسمية
تختلف الآراء حول معنى تسميتها فكلمة «إيل» تعني بالكوردية الجماعة أو العشائر ويمكن الاستنباط من ذلك التنوّع العشائري الذي كان يقطن القرية منذ الأزَل وإلى الآن، فيما يعتقد البعض أنَّ اسم القرية تطوّر من عدّة مسميات متشابهة حتى استقر على الاسم الحالي وكانت تشير تلك التسميات إلى ما معناه «بركة المياه» وقد يكون ذلك لكثرة الينابيع الموجودة في القرية قديماً.

## تعريف بالقرية

### جغرافياً
يحدّها من الغرب قُرى بوراز وقملق ودكَرمان ومن الجنوب قرية قناية بينما شمالاً قرى عوينة وحُنكش وشرقاً قرى دادالي وشمِّة وبلنْك فيما يفصلها عن نهر الفرات الذي يجري غرباً مسافة 1500م تقريباً، يُطلق عليها مسمّى «أم القرى» نظراً لكبر مساحتها الطبيعية الاصلية حيث تفرّعت عنها حديثاً عدّة قرى متاخمة لها.

### زراعياً
تتميّز إيلجاغ بطبيعتها الخلّابة المذهلة وأراضيها الزراعية الخصبة المروية بالآبار الارتوازية بعد أن جفّت واندثرت الينابيع الطبيعية التي كانت تمُد القرية وزراعتها بالماء، وتتصدر زراعَتَي القمح والشعير محاصيلها الموسمية بالإضافة للقطن والكمّون والسمسم والذرة وبساتين الخضروات من «البندورة والفلفل والباذنجان وغيرها» بالإضافة للأشجار المثمرة من رمّان ومشمش وعنب.

### معيشياً
يعتمد أغلب أهل القرية كما حال معظم القرى المجاورة على الزراعة في دخلهم أمّا الباقي فحالهم كحال الكثير من سكان المنطقة يلتحقون بركب المسافرين للعمل خارج البلاد لإعالة أُسَرهم ويعود السبب الرئيسي في ذلك للتفاوت الكبير في توزع الأراضي الزراعية حيث كانت الاستفادة الكبرى لبعض الفئات المحابية للإقطاع والتي نشأت في كنفه.

### تاريخياً وأثرياً
إيلجاغ قرية تمتد جذورها عميقاً في التاريخ ومرّت عليها عصور عديدة تعرضت فيها لشتّى أنواع الظلم والحصار والحروب والدمار انتهاءاً بالحقبة الإقطاعية والبرجوازية التي عاثت بالقرية فساداً وجهلاً إلّا أنّها لم تستكن وبقيت على حلّتها الجميلة والبهية، وكانت القرية مركزاً إدارياً هامّاً تحتوي على مركز للشرطة حتى بدايات النصف الثاني من القرن العشرين، وتعتبر القرية من الامكنة الأثرية الهامّة والتي لم يُنقّب عن محتوياتها بعد، حيث تحتوي على عدة كهوف مغلقة بصخور عملاقة يُعتقد أنها أبواب لمقابر رومانية، وتُعرف القرية أيضاً بتلّها الأثري الذي يتوسّط جهتها الجنوبية يقصدها الاهالي والزوار لموقعها المذهل الذي يطل على جمال المنطقة المحيطة وبالقرب من التل كانت توجد مطحنة أرمنية شُيدت مع مطلع القرن العشرين حيث بُنيت على مياه نبع القرية التي ساعدت على دوران رحاها وبقيت تعمل لأكثر من نصف قرن حتى قلّ منسوب مياه الينابيع، ويوجد في الجهة الشرقية الشمالية من القرية مايشبه المغارة ويُسمى ب «حوَاركَة» تَشكَّل بفعل الحفر من قبل الأهالي حيث كانوا يستخرجون مادة بيضاء تشبه الكلس لصبغ بيوتهم الطينية بها من الداخل مع بداية فصل الربيع من كل عام لتعطي الجدران لوناً أبيضاً ناصعاً، ومما لاينساه أبناء القرية هي صناعة المنسوجات المنزلية التي لايكاد يخلُ منها أي من منازل القرية ولاتزال هذه الحرفة التي كان يتقنها النساء على وجه الخصوص تشكل جزءاً من فلكلور القرية حتى وإن توقفت بشكل شبه كامل.

### السكان
الطبيعة السكانية للقرية متنوعة منذ القِدم حيث قطنتها الغالبية الكوردية إلى يومنا الحالي، وينتمي أهالي القرية إلى عشيرتين رأيسيتين من النسيج الاجتماعي للمنطقة تتفرعان من العشيرة الكبرى «عليدين» والتي تسود أجزاء واسعة من المنطقة، حيث تشكل عشيرة «سلوجك» الكوردية فرع «علوب» الغالبية الأكبر من الاهالي فيما تأتي عشيرة «زيتان» الكوردية بعدها في الترتيب والباقي عوائل من عشائر كوردية أخرى وعوائل لعشائر عربية.

### خدمياً
كانت من أوائل القرى التي تطلعت لإنبات العلم والمعرفة بين صفوف أبنائها وبنت مدرسة طينية في أواخر سبعينيات القرن الماضي حتى استحدثت الحكومة عام 1998 مدرسة جديدة للمرحلة الابتدائية واتبعتها بمدرسة حديثة بعد بضعة أعوام للمرحلة الاعدادية، فيما كانت من القرى الأولى التي وصلتها خدمات الكهرباء في نهاية الثمانينيات وخدمات الاتصالات الارضية في منتصف التسعينيات.

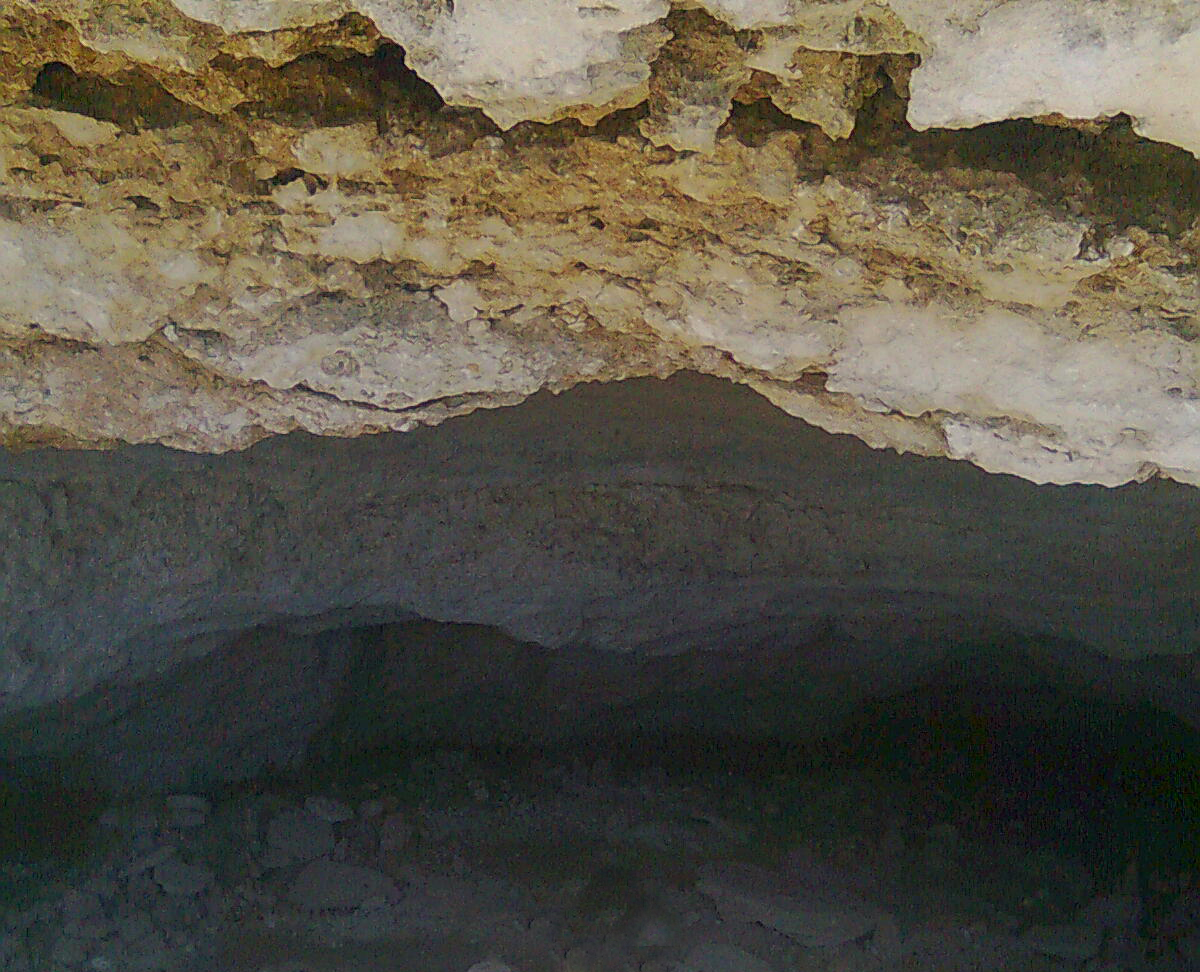
موقع "حواركَة" والذي تشكّل بفعل الحفر
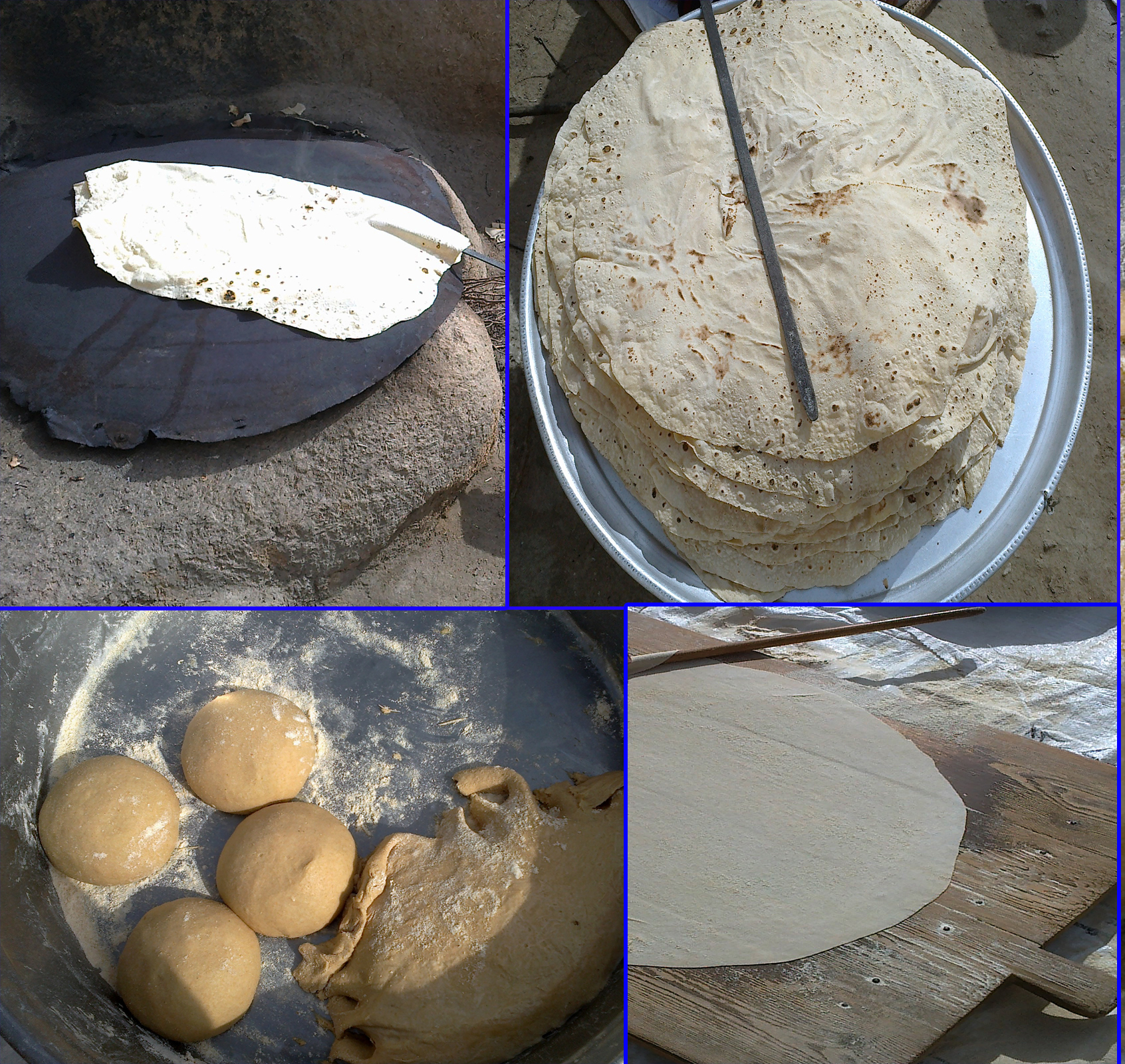
خبز الصاج الذي لايستغني عنه ابناء القرية رغم توافر خبز الافران الآلية
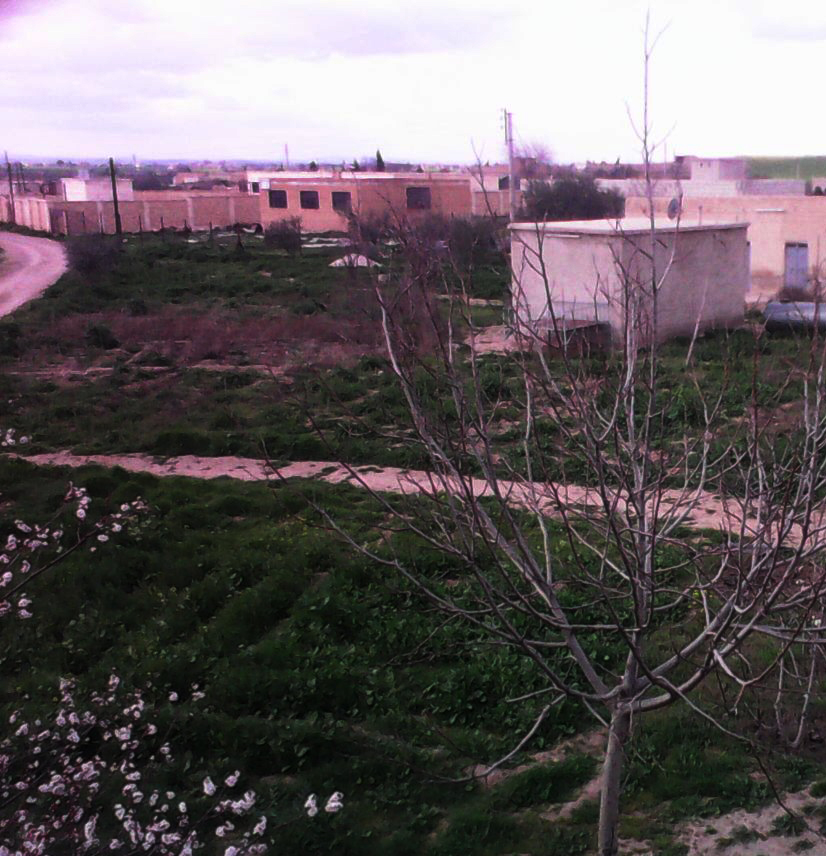
المدرسة القديمة
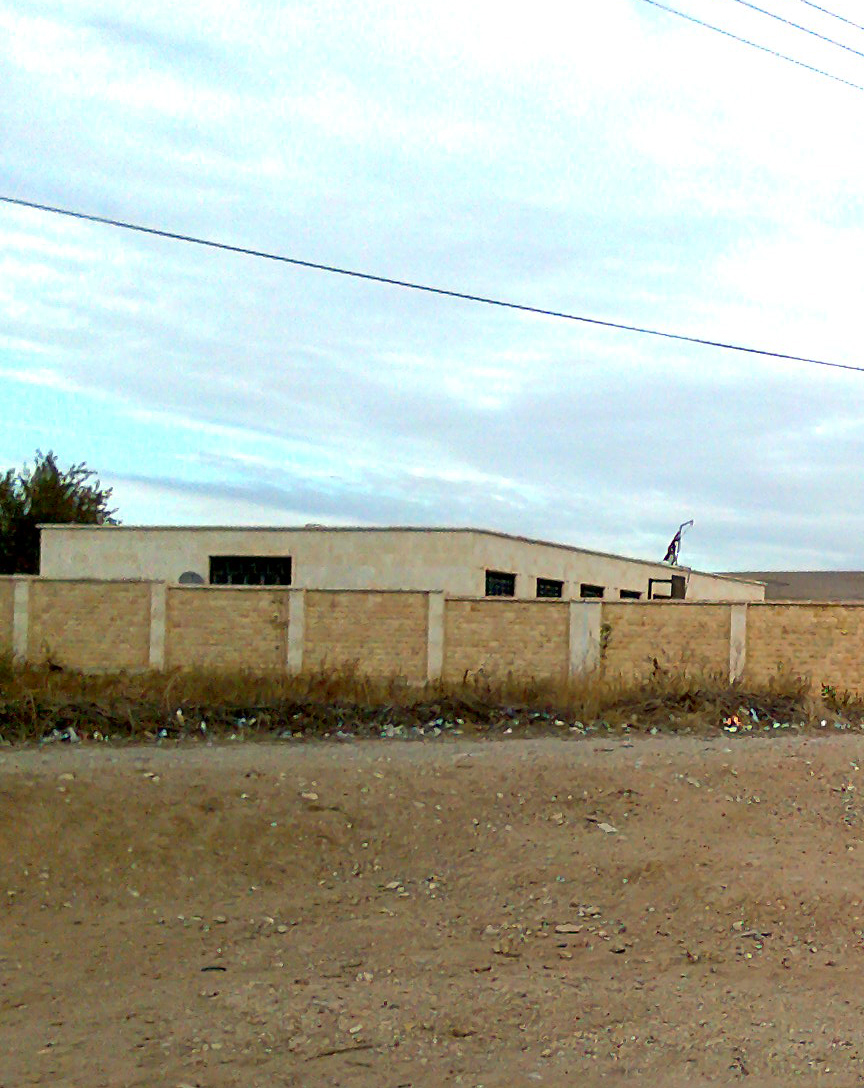
المدرسة الاعدادية الحديثة
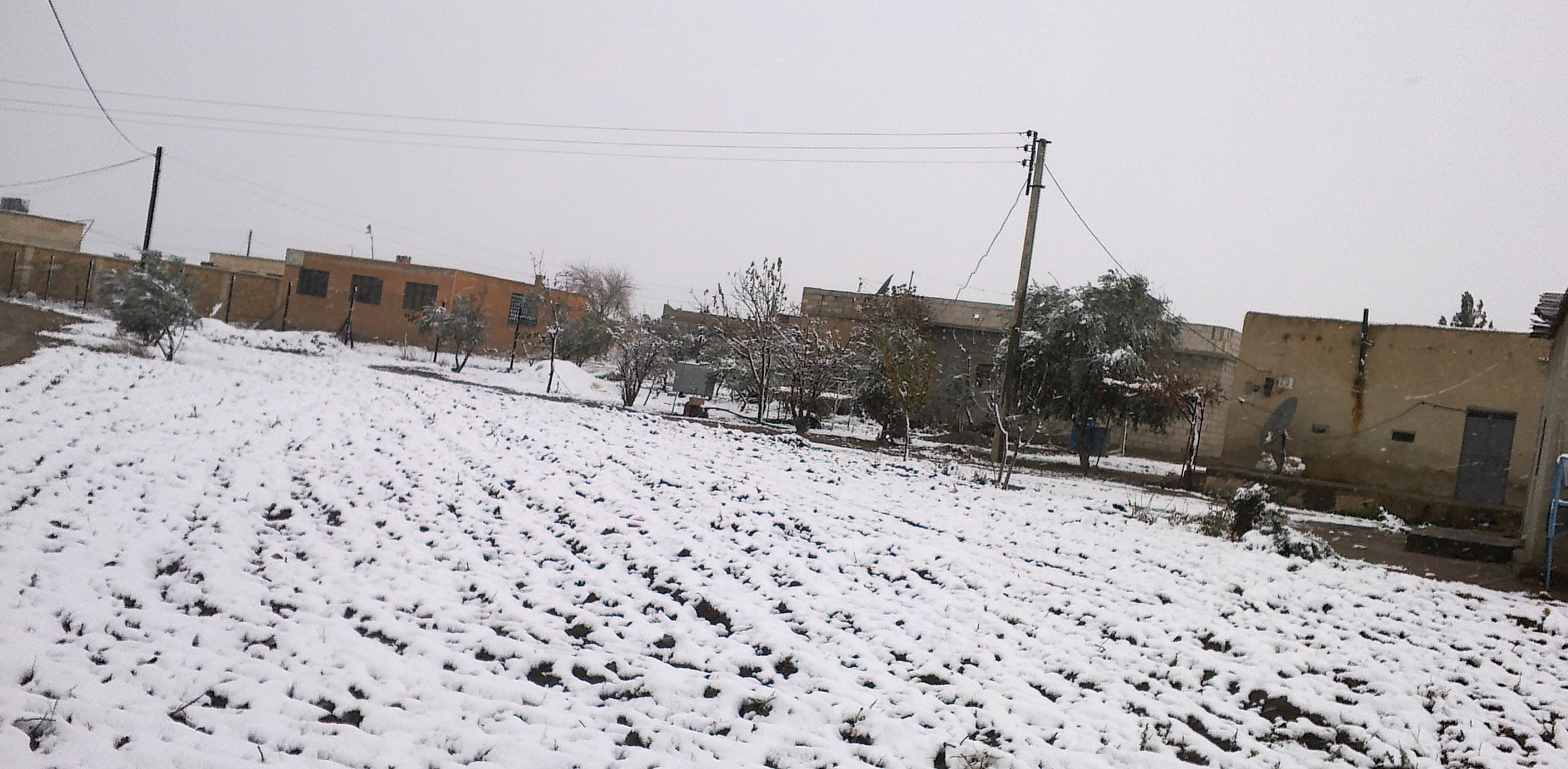
الثلوج وهي تغطي القرية
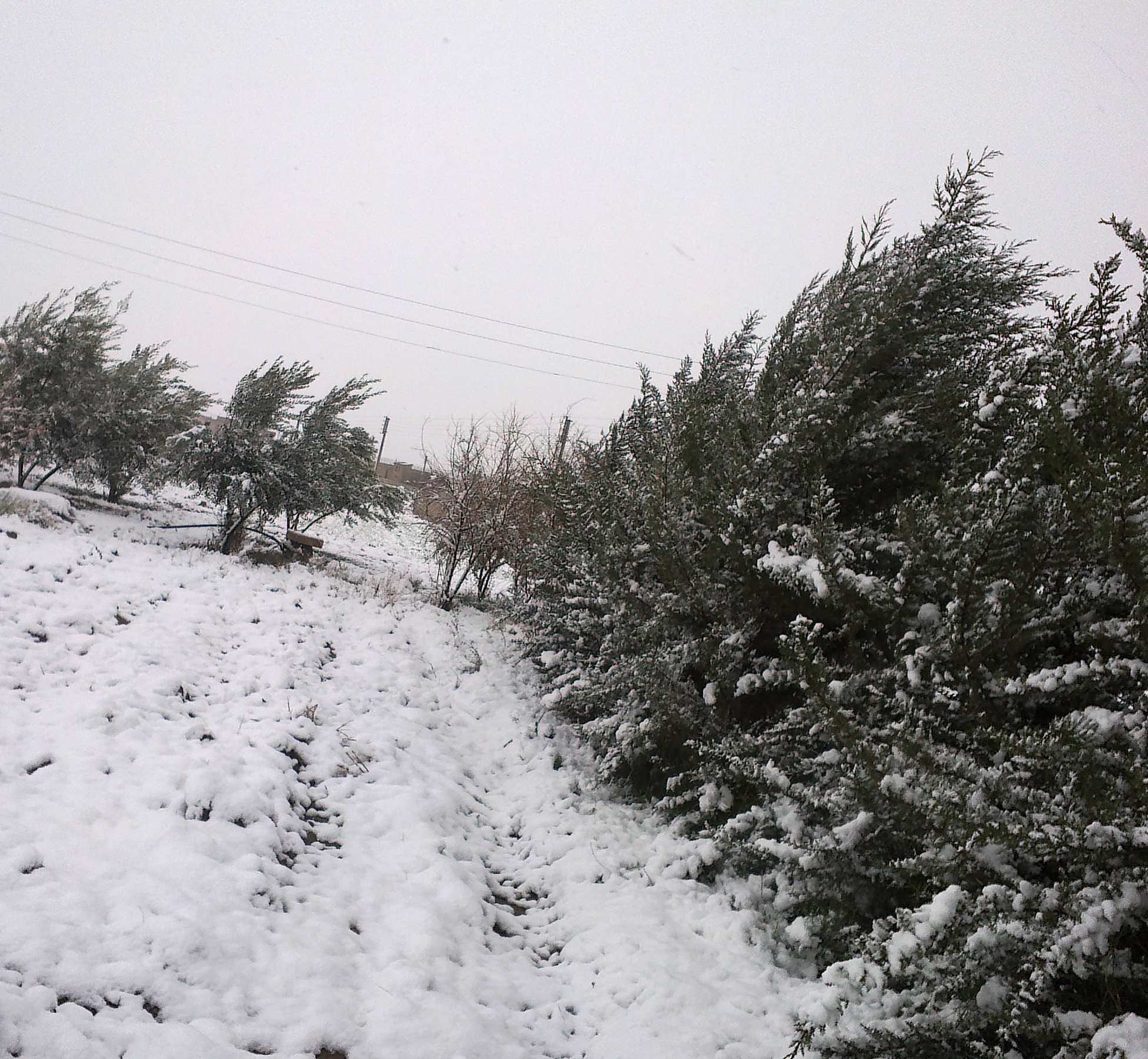
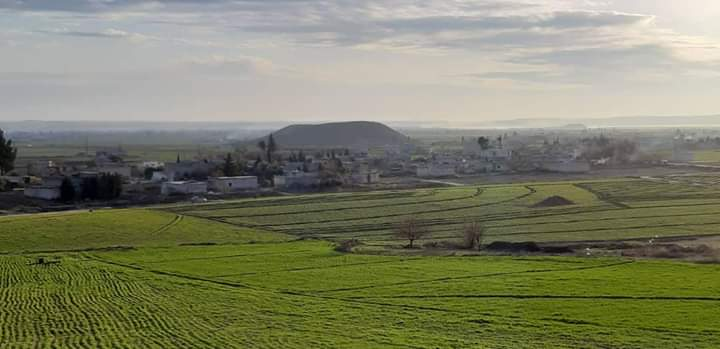
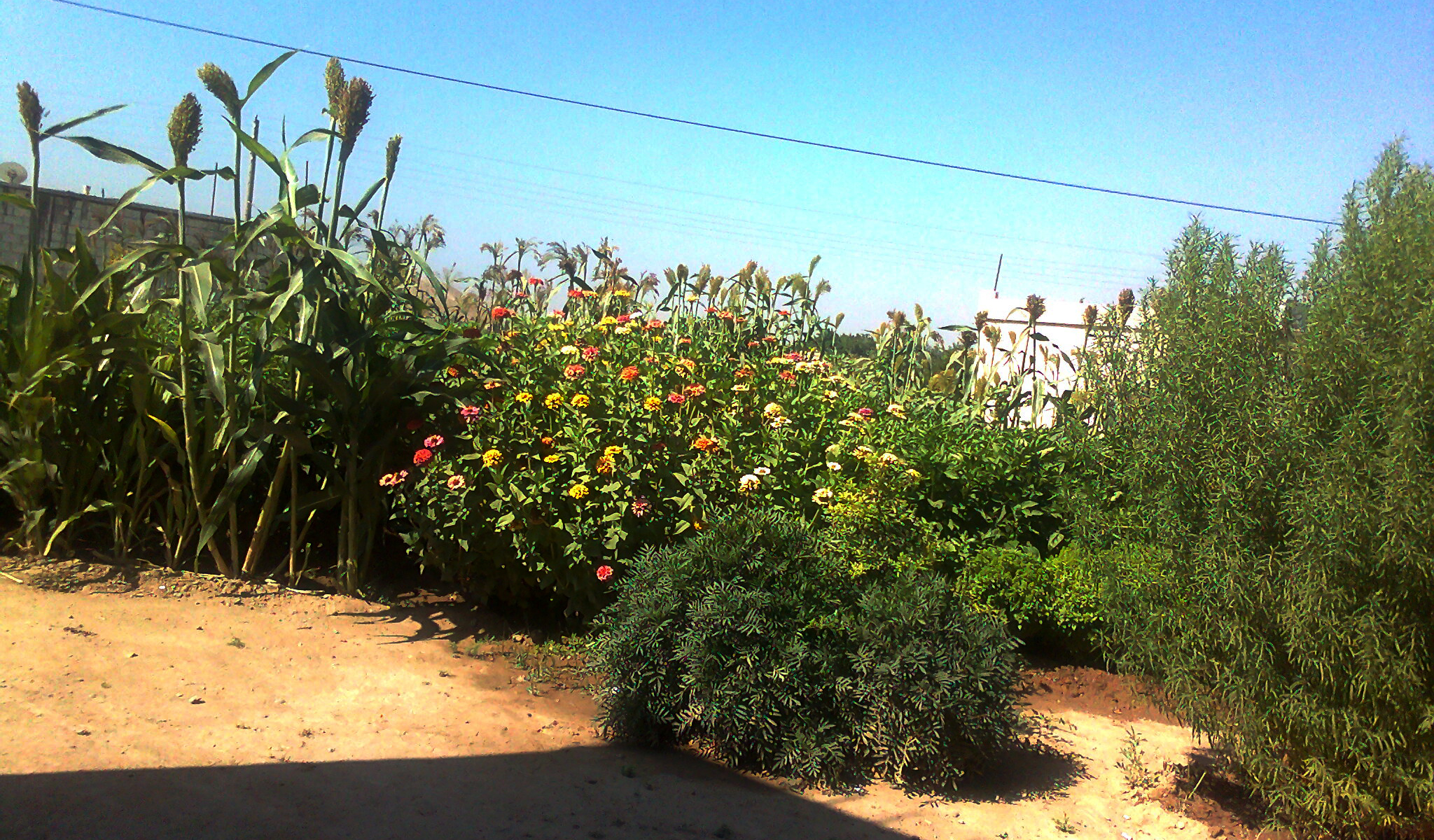
من بساتين الورود المنزلية
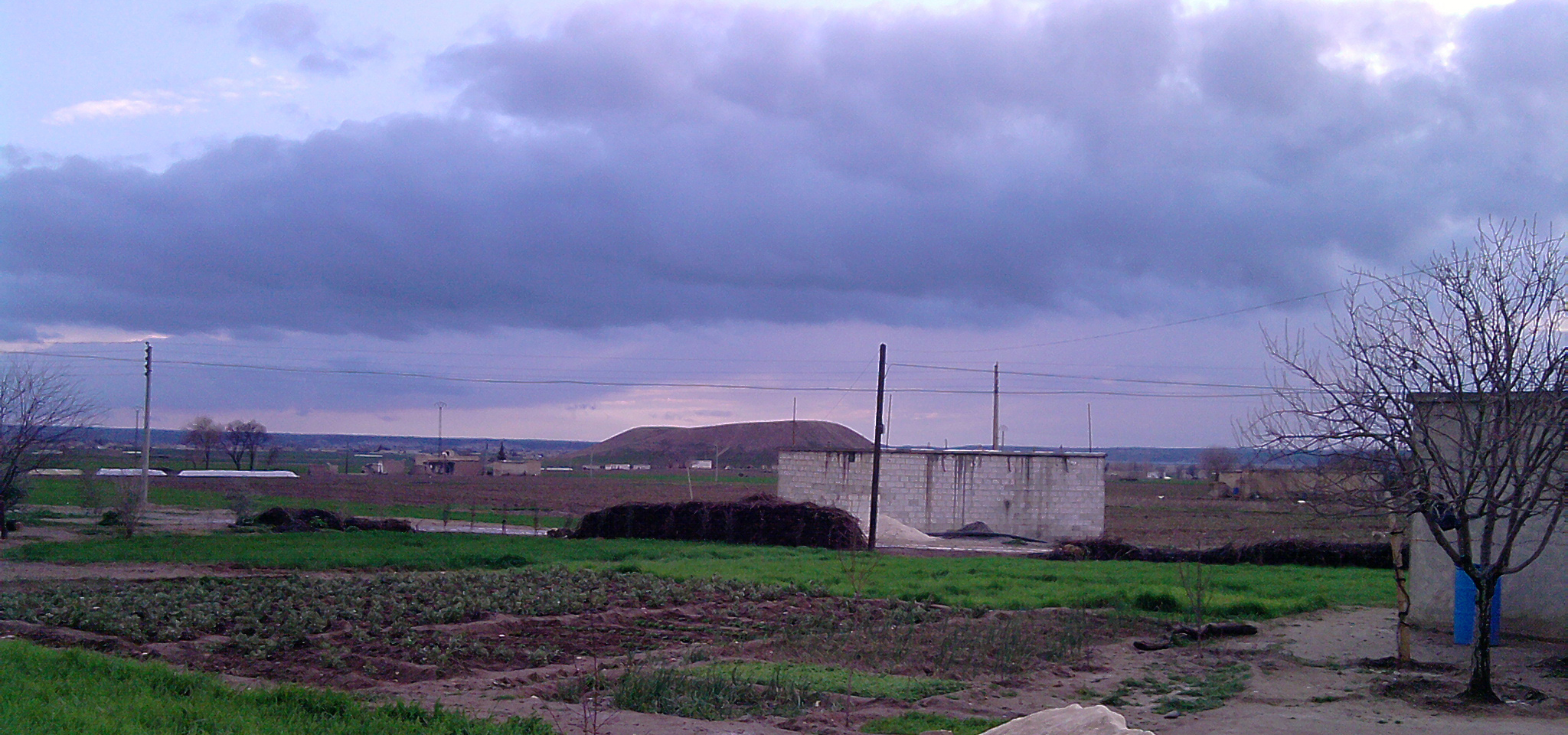
التل الاثري وهو يزين جنوب القرية
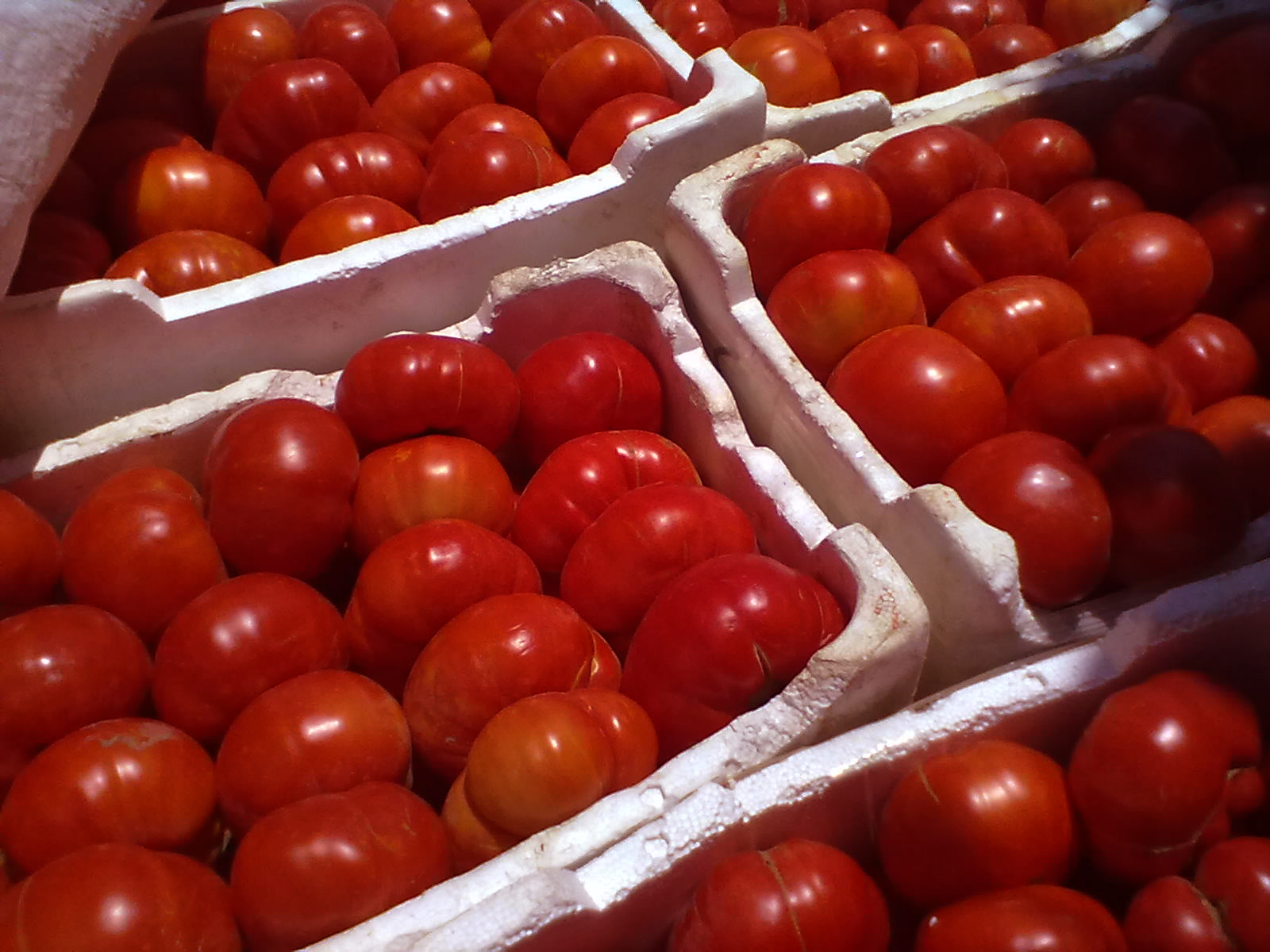
من موسم الصيف
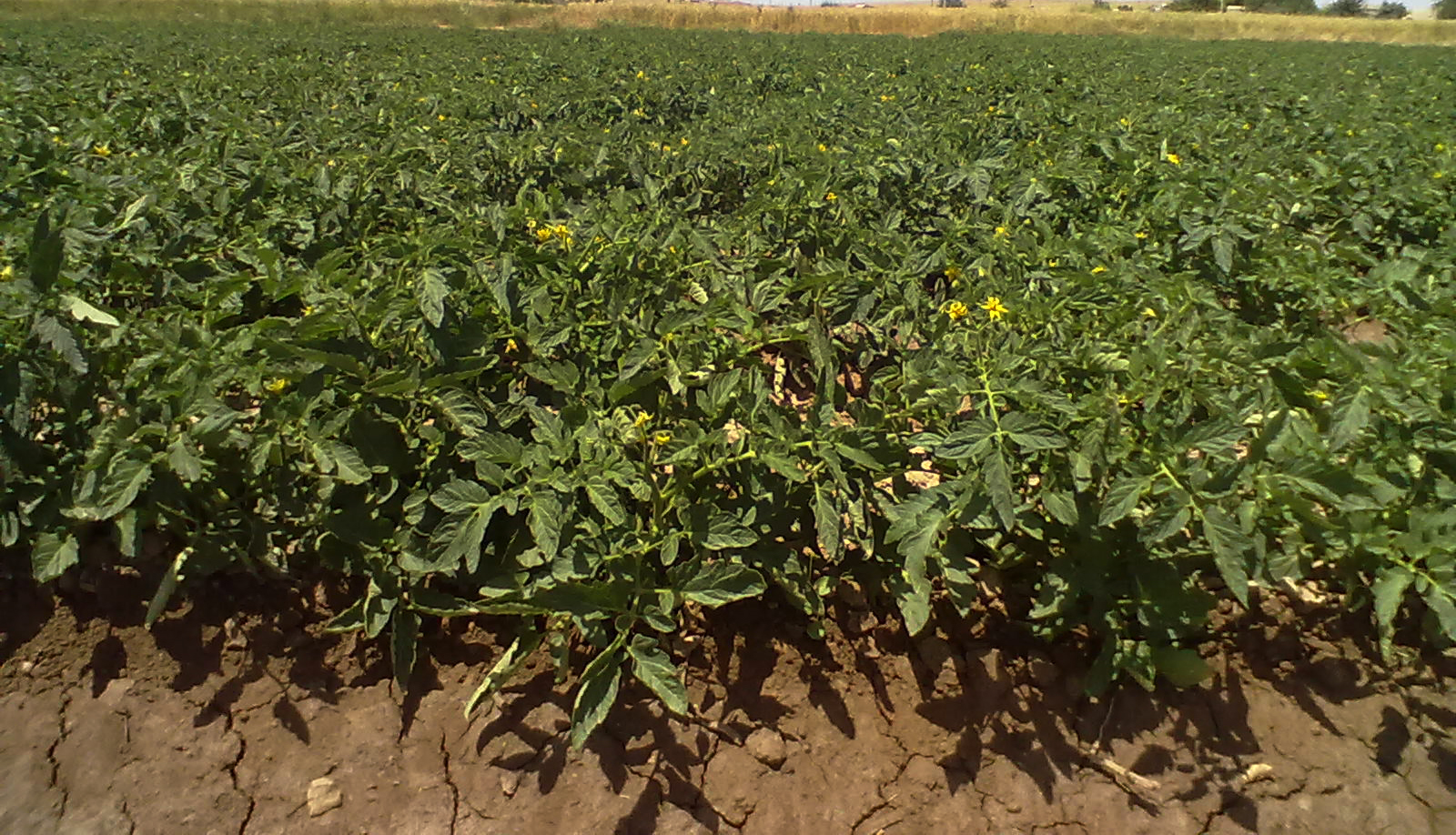
من بساتين البندورة الصيفية التي تُشتهر بها القرية
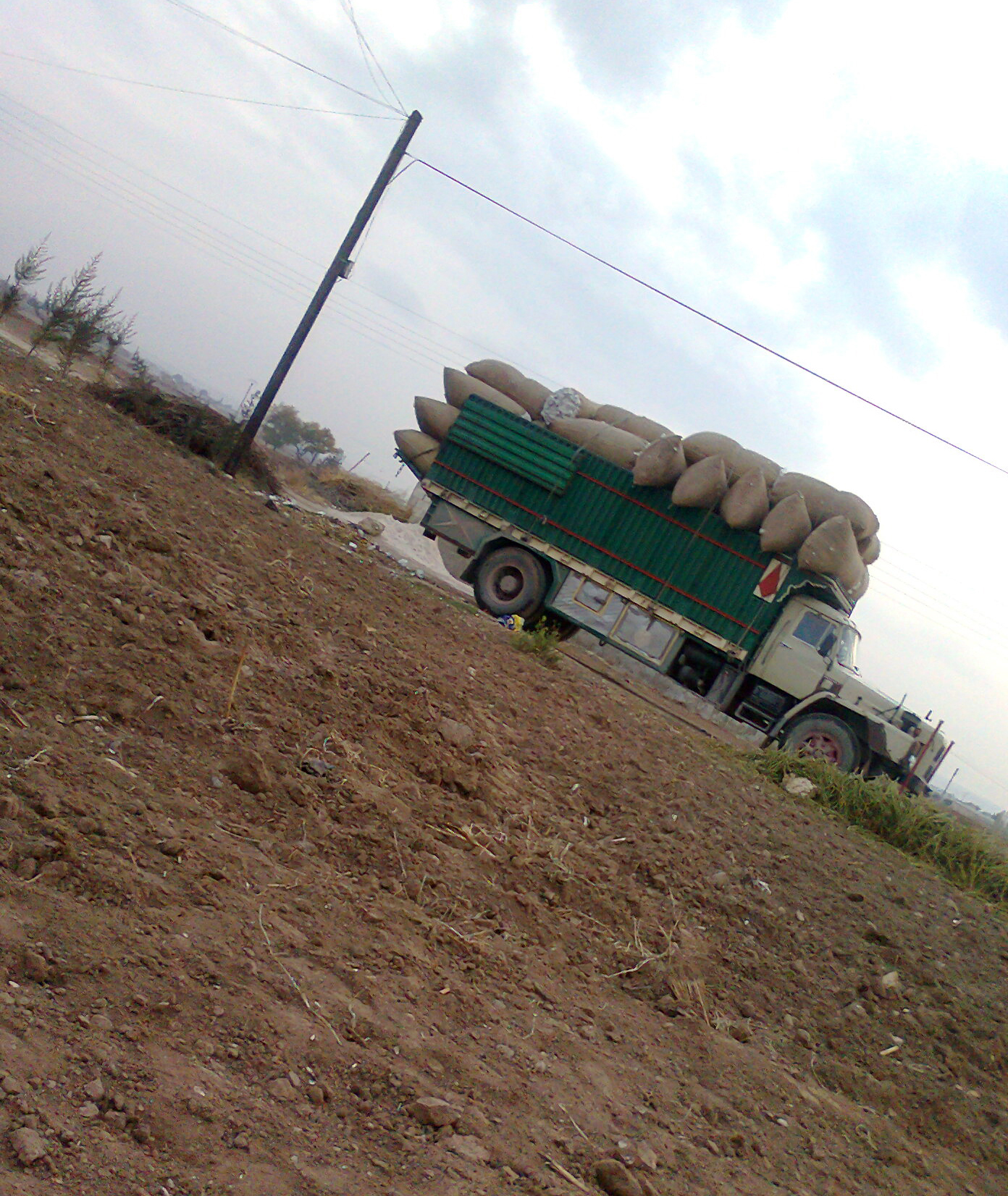
من موسم القطن
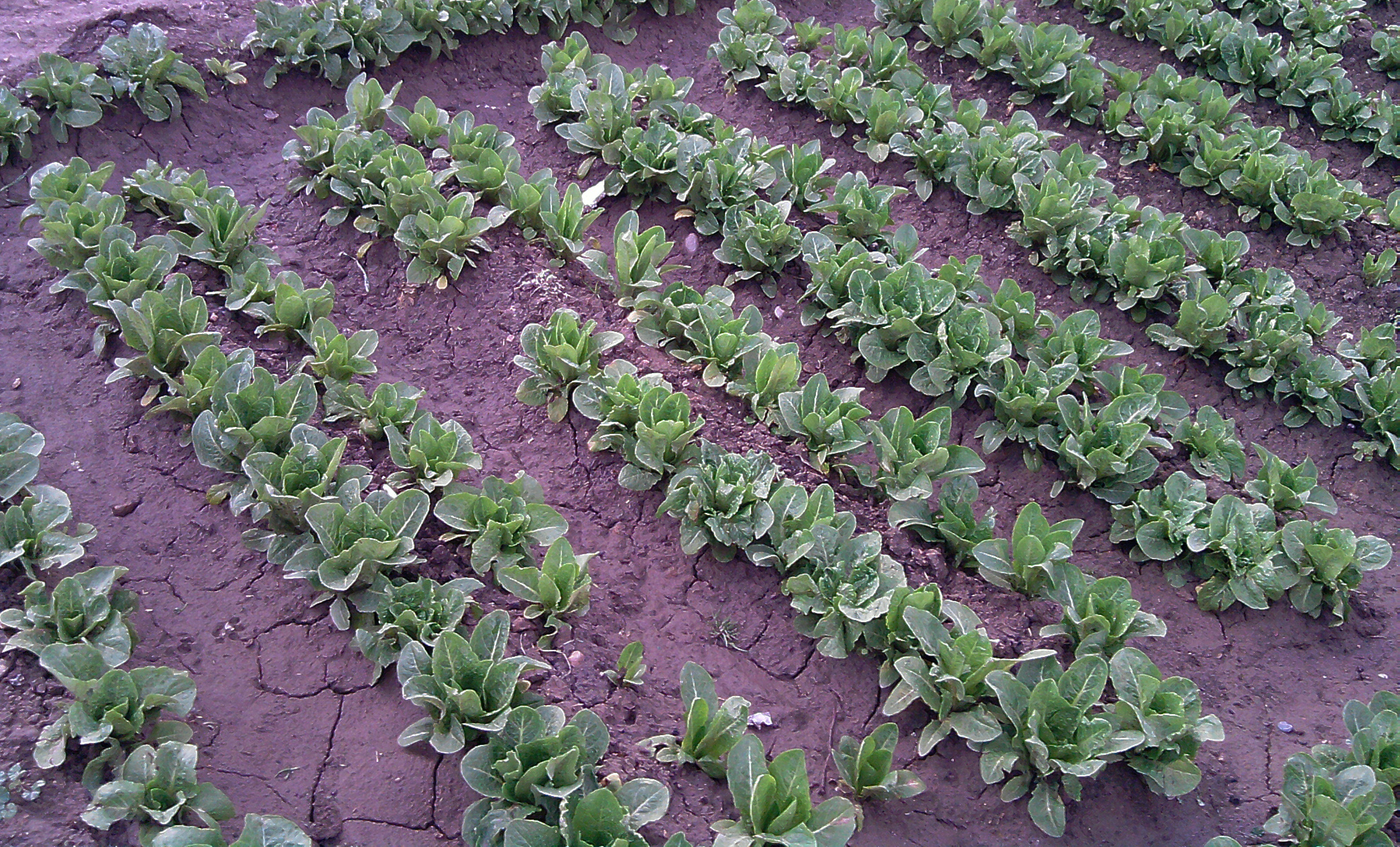
جانب من زراعة الخس
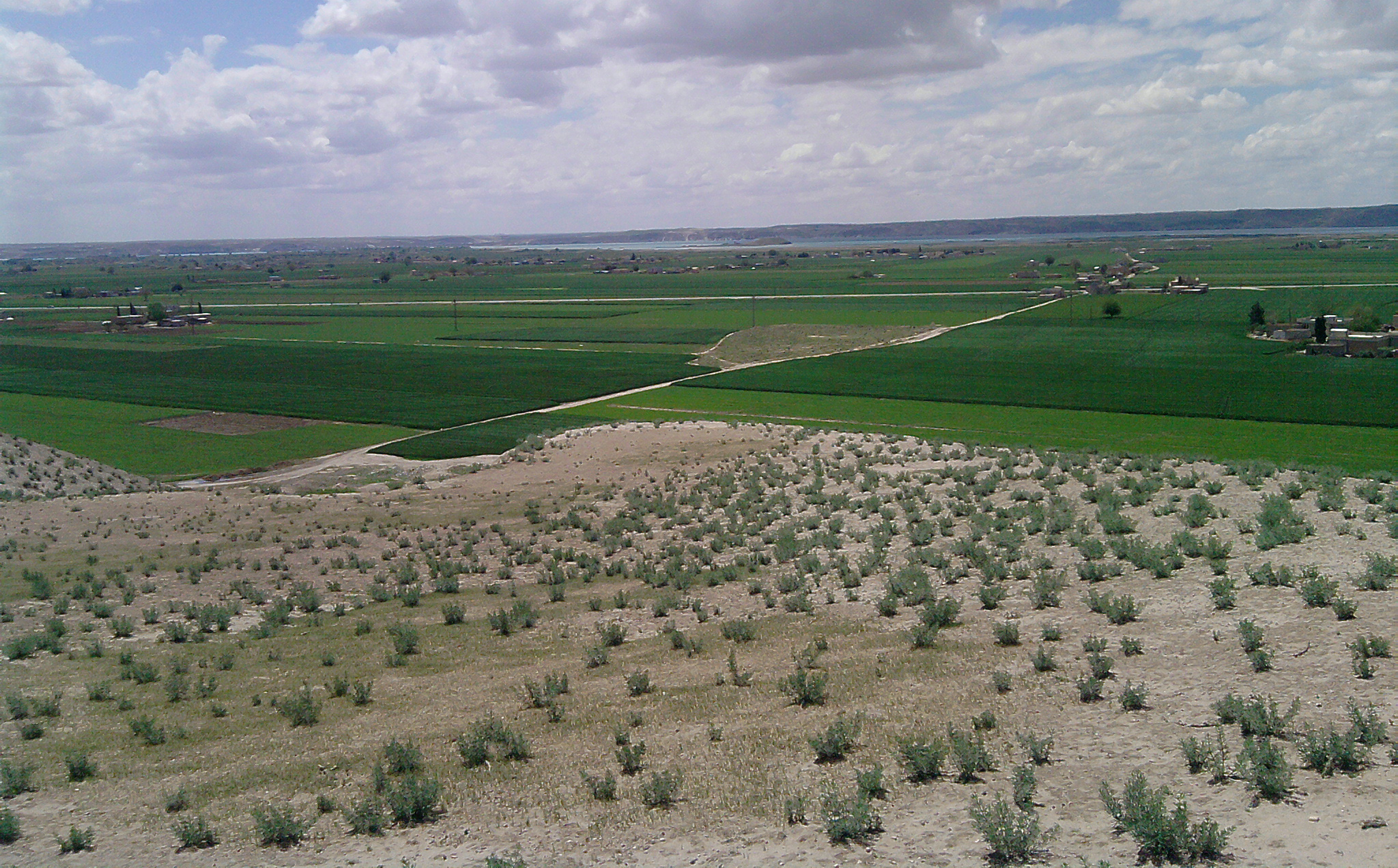
باتجاه جنوب غرب القرية حيث يُلاحظ نهر الفرات
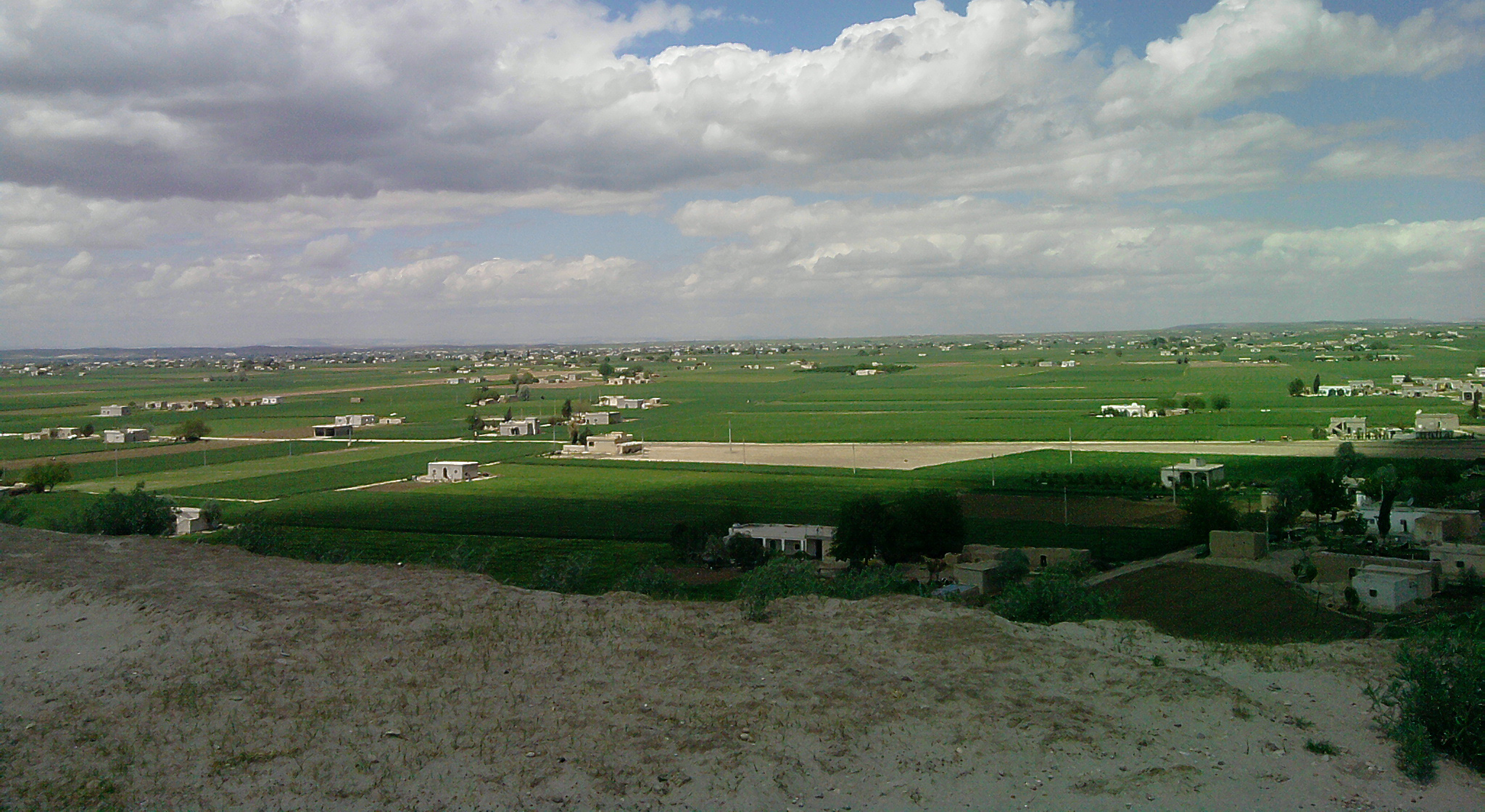